# Bodø
Bodø (, lulesamijsko Bådåddjo) je mesto v občini Bodø v okrožju Nordland na Norveškem. Mesto je upravno središče občine Bodø in okrožja Nordland. Leži na polotoku Bodø med Vestfjorden in Saltfjorden. Bodø je severno od arktičnega kroga. Je največje mestno območje in mesto v okrožju Nordland in je drugo največje mesto na severu Norveške.
Mesto s 14,16 kvadratnih kilometrov (3500 hektarjev) ima (2018) 41.215 prebivalcev in gostoto prebivalstva 2911 prebivalcev na kvadratni kilometer.

## Zgodovina
Vas Bodø je leta 1816 dobila status mesta in kmalu zatem, leta 1818, je bila znana po aferi Bodø, tihotapljenju britanskih trgovcev, ki jim je kasneje odškodnino izplačala Norveška. Mesto Bodø je bilo kot občina ustanovljeno 1. januarja 1838 (zakon formannskapsdistrikt). 1. januarja 1938 je bil del sosednje občine Bodin (559 prebivalcev) prenesen v mesto Bodø. 1. januarja 1959 je bil drugi del Bodina (prebivalstvo 1303) premeščen v mesto Bodø, s čimer se je njegova velikost znatno povečala. V 1960-ih je bilo po vsej Norveški veliko občinskih združitev zaradi dela odbora Schei. 1. januarja 1968 je bilo mesto Bodø (prebivalstvo 14.252) združeno z občino Bodin (prebivalstvo 13.323) in s tem je nastala veliko večja občina Bodø.

### Toponimija
Mesto je dobilo ime po stari kmetiji Bodøgård (staronordijsko Boðvin), saj je bilo mesto zgrajeno na njeni podlagi. Prvi element je lahko boði, kar pomeni 'potopljena skala' ali 'čer', zadnji element pa je vin, kar pomeni 'travnik' ali 'pašnik'. Zadnji element je bil morda napačno razumljen kot øy, kar pomeni 'otok' (in zapisan z dansko jezikovno obliko ø).

## Ustanove
Glavni kampus univerze Nord je 10 kilometrov izven središča mesta. Na univerzi študira dvanajst tisoč dodiplomskih in podiplomskih študentov.
Bodø je lokacija edine policijske akademije na Norveškem zunaj Osla. Norveška uprava za civilno letalstvo ima sedež v Bodøju, prav tako skupni center za usklajevanje reševanja severne Norveške. Poveljstvo norveških oboroženih sil za severno Norveško je v Reitanu, vzhodno od mesta. SB Nordlandsbuss ima svoj sedež v Bodøju, tako kot Bodø Energi in Nordlandsbanken.
Največje nakupovalno središče v Nordlandu, City Nord, je v Bodøju.

## Geografija
Bodø je tako imenovani Tettsted, tj. naselje, ki se za statistične namene šteje kot urbano območje. S površino 1395,32 km² je občina Bodø veliko večja od Tettsted Bodø, ki ima površino 14,88 km² (od 1. januarja 2022). Poleg Bodøja so v občini tudi drugi Tettstederji. Mesto Bodø leži na zahodni obali Norveške na jugozahodu kopnega, ki pripada občini Bodø. Južno od mesta se Saltfjord zareže v notranjost proti vzhodu. Jugovzhodno od mesta je Saltstraumen, eden najmočnejših plimskih tokov na svetu. Zahodno od mesta leži Vestfjord, ki ločuje Lofotski arhipelag od celinske Norveške in je del Norveškega morja. Otoka Store Hjartøya in Little Hjartøya se nahajata v Vestfjordu tik ob mestu Bodø.
Bodø je severno od arktičnega kroga, ki daje mestu polnočno sonce poleti in polarne noči pozimi. Obdobje polnočnega sonca traja vsako leto od približno 31. maja do 12. julija, obdobje polarne noči od začetka decembra do začetka januarja.

### Podnebje
Za Bodø je v baznem obdobju 1991–2020 značilno vlažno celinsko podnebje (Dfb) ali, če se uporabi prvotni Köppnov zimski prag −3 °C, oceansko podnebje (Cfb). Bodø je eno najsevernejših mest na svetu in edino znotraj arktičnega kroga z zmernim podnebjem štirih letnih časov. Vreme v Bodøju je odvisno od vremenskih vzorcev; dolgotrajni vremenski vzorci z atlantskimi najnižjimi temperaturami, ki prinašajo dež in oblačnost, se lahko pojavijo v vseh letnih časih, lahko pa tudi sončno vreme z najvišjimi temperaturami nad severno Skandinavijo/zahodno Rusijo. Bodø, ki leži na polotoku v Norveškem morju, lahko piha močan zahodni in vzhodni veter. »Polnočno sonce« je nad obzorjem od 1. junija do 14. julija (44 dni), obdobje z neprekinjeno dnevno svetlobo pa traja nekoliko dlje. Najnižja temperatura v zgodovini –18,5 °C  je bila zabeležena februarja 1966, kar je bil najhladnejši mesec v zgodovini s povprečjem –8,9 °C. Najvišja temperatura v zgodovini 30,7 °C je bila določena julija 2019, medtem ko je bil julij 2014 najtoplejši mesec s povprečno 24-urno temperaturo 17,3 °C in povprečno dnevno najvišjo temperaturo 21,6 °C. Najtoplejša zabeležena noč je bila 29. junija 1972 z najnižjo nočno temperaturo 21,7 °C. Povprečni datum za prvo nočno zmrzovanje (pod 0 °C) jeseni je 12. oktober (povprečje 1981–2010). Najbolj suh mesec v zgodovini je bil januar 2014 brez padavin, najbolj namočen pa september 2009 z 293 mm.
Zadnja desetletja smo priča segrevanju in od leta 1981 junija ni bilo zmrzali čez noč. Mesto ima zaradi svoje lege na polarnem krogu eno največjih temperaturnih anomalij na Zemlji.

## Vojska
Bodø ima dolgo zgodovino sodelovanja z norveškimi oboroženimi silami, zlasti s Kraljevimi norveškimi zračnimi silami (RNoAF). Združeni operativni štab norveških oboroženih sil je v Reitanu, vzhodno od Bodøja. Deli Natovih zračnih sil, ki se udeležijo letnega odziva na hladno, so nameščeni na glavni letalski postaji Bodø. Bodø MAS je glavna norveška vojaška zračna baza, v kateri sta dve tretjini norveških lovskih sil F-16 in dve RNoAFs SAR Sea Kings. Bodø, ki tekmuje z Ørlandom in Evenesom, je kandidat za severno letalsko bazo v novem sistemu RNoAF.
Bodin Leir, ki je v bližini letalske postaje, je bila naborna šola RNoAF, ki je vključevala osebje norveškega naprednega raketnega sistema zemlja-zrak in nacionalno odzivno enoto. Baza je bila osrednja v času hladne vojne zaradi svoje strateške lege in bližine Sovjetske zveze. Pri krepitvi Natovih zračnih in kopenskih sil bi bilo ključnega pomena za obrambo Norveške in s tem celotnega severnega krila Nata v vojni z Varšavskim paktom. Lahko bi ga uporabili tudi kot prednjo bazo ameriških bombnikov za napade na cilje v Sovjetski zvezi. Zdaj je Bodin Leir taborišče za namestitev vojaškega osebja norveškega združenega štaba in glavne letalske postaje Bodø.
Bodø ima ulico, imenovano Vrata generala Fleischerja v čast Carla Gustava Fleischerja.
Bodø je prejel mednarodno pozornost med krizo U-2 maja 1960, ko je postalo znano, da je bil ameriški pilot U-2 Gary Powers sestreljen nad Sovjetsko zvezo na poti iz Pakistana v Bodø.

## Kultura
Lokalni časopis Bodø je Avisa Nordland.
Norveški letalski muzej (Norsk Luftfartsmuseum) in muzej Salten sta v Bodøju. Muzej Salten ima štiri razstave: ribištvo na Lofotih, razstavo Sami, vikinški zaklad in razstavo o zgodovini Bodøja od leta 1816 do 2000.
Stolnica Bodø je bila zgrajena leta 1956 in predstavlja povojno arhitekturo, medtem ko je cerkev Bodin tik pred mestnim središčem iz 13. stoletja in predstavlja tipično srednjeveško kamnito cerkev. Druge cerkve v mestu so cerkev Hunstad in cerkev Rønvik.
Nov kulturni center Stormen (nevihta) je bil odprt leta 2014. Vsebuje knjižnico, koncertno dvorano in gledališče. Stavbo sta zasnovala Daniel Rosbottom in David Howarth. Bodø je vsako poletje gostitelj kulturnih festivalov Nordland Musikkfestuke in Parkenfestivalen ter brezplačnega in prostovoljnega Bodø Hardcore festivala zgodaj pozimi.
Fram Kino je bil prvi kino na Norveškem. Začelo se je leta 1908.
Bodø je bil leta 2024 ena od treh evropskih prestolnic kulture, poleg avstrijskega zdraviliškega mesta Bad Ischl in estonskega mesta Tartu. Za to se je prijavil leta 2018 s konceptom ARCTICulation. Je prvo mesto severno od arktičnega kroga, ki je prejelo ta naziv.